# Кожевина, Наталья Дмитриевна
Наталья Дмитриевна Кожевина (укр. Наталія Дмитрівна Кожевіна; род. 1946) — украинский государственный и общественный деятель.

## Биография
Родилась 25 июля 1946 в городе Алчевске Луганской области Украинской ССР.
В 1970 году окончила Московский энергетический институт; в 1983 году - Киевский институт народного хозяйства (ныне Киевский национальный экономический университет имени Вадима Гетьмана).
С 1970 года работала инженером академического Института автоматики, с 1977 года была заведующей отделом горкома профсоюза работников машино- и приборостроительной промышленности, с 1980 года - начальником лаборатории НОТ Киевского станкостроительного объединения им. М. Горького.
С 1987 года - заведующая отделом социально-экономического развития Советского райисполкома города Киева.
С 1988 года работала в движении объединённых кооперативов. Освобожденный заместитель председателя и руководитель Киевской региональной организации профсоюза кооператоров "Єднання" ("Единство"), председатель совета профсоюза малого и среднего бизнеса "Єднання", генеральный директор Ассоциации развития частного предпринимательства в Украине "Єднання".
С созданием Киевской организации "Новой Украины", Кожевина была избрана сопредседателем от предпринимателей (март 1992). На учредительном съезде "Новой Украины" в июне 1992 года была избрана членом Президиума этой организации.
В 1993 году в США изучала программы развития и системы поддержки малого бизнеса.
На Учредительном съезде партии "Межрегиональный блок реформ" в декабре 1994 года была избрана председателем Контрольно-ревизионной комиссии.
В начале 2000-х годов, из-за личных семейных потерь, временно отошла от общественной деятельности. Затем продолжила работу во Всеукраинском профсоюзе работников малого и среднего бизнеса «Единение». Руководит  базой отдыха «Виктория» в Коблево Николаевской области.
За вклад в развитие малого бизнеса Украины неоднократно отмечался грамотами, благодарностями и почетными знаками. Награждена орденами “За заслуги II степени” и “Княгини Ольги III степени”, медалью «В память 1500-летия Киева».